# Micromeria forbesii
Micromeria forbesii é uma variedade de erva da família Lamiaceae endémica do Cabo Verde, que encontra nas ilhas de Santo Antão, São Nicolau, Santiago (Serra Malagueta) -, Fogo e Brava, também na região de regiões húmidas ou semi-húmidas. A erva é conhecida em Cabo Verde pelo nome de «erva-cidreira»[carece de fontes?] mas não se deve ser confundida com a verdadeira erva cidreira europeia ou norteamericana nem a erva cidreira no Brasil que, na verdade é  Lippia alba.